# Jack Brehm
Jack Williams Brehm (1928–2009) – amerykański psycholog, twórca teorii reaktancji. Zapoczątkował podejście badawcze nazywane perspektywą kontroli działania, rozwijane w kolejnych dekadach przez Martina Seligmana, Alberta Bandurę, Waltera Mischela i Juliusa Kuhla. 
Doktorat uzyskał na Uniwersytecie Minnesoty, gdzie jego mentorem był w tamtym czasie Leon Festinger, twórca teorii dysonansu poznawczego. W późniejszych latach pracował na Uniwersytecie Yale, Uniwersytecie Duke’a  oraz na Uniwersytecie Kansas. Jego żoną była Sharon Brehm, psycholog i przewodnicząca Amerykańskiego Towarzystwa Psychologicznego. Chociaż ich małżeństwo zakończyło się rozwodem, kontynuowali współpracę na polu badawczym.

## Ważniejsze publikacje
- Psychological Reactance: A Theory of Freedom and Control(1981) (współautorka: Sharon Brehm)
- A Theory of Psychological Reactance (1966)